# Kronologija Domovinskog rata: siječanj 1993.

### 1. siječnja
- Nadamo se da će međunarodni sud pravde kazniti sve one koji su učinili ovaj zločin, izjavio glavni tajnik UN Boutros Ghali, nakon šestosatnog boravka u Sarajevu na Staru godinu.[1]

### 2. siječnja
- Prvi put od početka rata u BiH za isti pregovarački stol sjeli u _enevi čelnici sukobljenih strana: predsjedni Predsjedništva BiH Alija Izetbegović, vođa hrvatskog naroda u BiH Mate Boban i vođa bosanski Srba Radovan Karad_ić. Sastanku prisutni i predsjednik Hrvatske dr. Franjo Tuđman i predsjednik tzv. Jugoslavije Dobrica Ćosić.[1]
- Balkanski diktator s malom vojskom poslušnika donio je genocid natrag u Europi, a SAD su pokleknule pri prvom susretu u posthladnoratovskim fašizmom, piše američki kongresmen Frank McCloskey u Christian Science Monitoru.[1]
- Vidio sam narod koji ubijaju, izjavio poslije povratka iz BiH u Parizu predsjednik organizacije Liječnici svijeta Gilles Bruckner, osuđujući srpske zločine u toj zemlji.[1]
- Ni u novogodišnjoj noći neprijatelj nije mirovao: granatama tučeni Vinkovci, Pokuplje, Otočac i okolica Sinja.[1]

### 3. siječnja
- Hrvatska i srpska strana zadovoljne predloženom kartom podjele BiH na deset kantona u Ženevi, a muslimanska delegacija sve otvorenije iskazuje nezadovoljstvo.[1]
- Sveta stolica nije oklijevala imenovati Srbe agresorom, odgovornim za organizirane zločine protiv čovječanstva, a Papini suradnici u mnogo su navrata upozoravali na postojanje konclogora u BiH, javlja dopisnik AFP iz Vatikana.[1]
- Rusija daje prednost političkom rješenju, ali se više neće protiviti zapadnoj vojnoj intervenciji u bivšoj Jugoslaviji, rekao na kraju moskovskog summita Bush-Jeljcin, ruski ministar inozemnih poslova Andrej Kozirev.[1]
- Komentirajući u Parizu nedavno postavljene plakate Hitlerovom i Miloševićevom slikom, jednom do druge, poznati francuski filozof Alain Finkielkraut kazao da analogiju smatra ispravnom.[1]

### 4. siječnja
- Hrvatska ne može prihvatiti da bosanska Posavina pripadne Srbima, ona je napučena hrvatskim stanovništvom, a i u povijesti je, kao 1939, kad je uvrštena u Banovinu Hrvatsku, bila hrvatska, izjavio dr. Franjo Tuđman u Ženevi.[1]
- Alija Izetbegović ne prihvaća konfederativno načelo uređenja BiH, a Radovan Karadžić širi svoje teritorijalne zahtjeve, javljaju izvjestioci s mirovnih pregovora u Ženevi.[1]

### 5. siječnja
- Ako pregovori u Ženevi ne uspiju, morat će se pojačati pritisak na Srbiju, no nikakva vojna akcija se ne planira, izjavio, prema pisanju londonskih glasila, britanski ministar vanjskih poslova Douglas Hurd.[1]
- Ako u Ženevi dođe do teritorijalnog suglasja Muslimana, Srba i Hrvata, što bi bilo pravo čudo, Milošević će u tom slučaju još mnogo agresivnije krenuti na Kosovo i Makedoniju, ne obazirujući se, kao ni dosad, na prijetnje Zapada, piše pariški Figaro.[1]

### 6. siječnja
- Pregovori u Ženevi zaustavili su sve inicijative u Vijeću sigurnosti o korištenju sile u zaštiti zračnog prostora BiH, javljaju sredstva priopćavanja iz New Yorka.[1]
- Ambasada Nigerije u Rimu obavijestila ambasadu Hrvatske da je nigerijska vlada donijela odluku o diplomatskom priznanju Hrvatske.[1]
- Prilikom polemičke emisije o ratu na prostorima bivše Jugoslavije na njemačkoj postaji SAT1 prisutni Srbi smijali se silovanoj Muslimanki.[1]

### 7. siječnja
- Naša je poruka Muslimanima Sandžaka, Kosova i Makedonije da ništa ne očekuju od UN i međunarodne zajednice, nego da se sami pripreme za obranu svojih života, vjere i časti, izjavio imam zagrebačke džamije Mustafa Cerić.[1]
- Žepa je u četničkom okruženju od veljače 1992., u gradu se uz 5.000 stanovnika nalazi i 30.000 izbjeglica, koji su svakodnevno izloženi uništenju, a u zadnja dva dana od gladi umrlo 40 osoba, stoji u očajničkom pozivu za pomoć radioamatera iz ovog bosanskog gradića.[1]
- Ako propadne diplomatska akcija i ne dođe do ograničene vojne intervencije, krizno žarište na Balkanu može eksplodirati snagom koja će destabilizirati cijelu srednju i istočnu Europu, upozorava Washington Post.[1]
- Nizozemska TV emitirala potresno svjedočenje njemačkog poslanika Stefana Schwarza o pokusima srpskih liječnika na Muslimankama u bosanskim logorima.[1]
- Istaknuti američki kolumnisit New York Timesa i Christian Science Monitora sve se izrazitije zauzimaju za vojnu intervenciju u BiH.[1]
- State Departement iznio američke procjene da se u srpskim logorima u BiH i u samoj Srbiji nalazi još 60.000 zatočenika.[1]

### 8. siječnja
- Svake noći snage UN vrate nekoliko stotina građana Sarajeva koji pokušavaju preko aerodromske piste pobjeći iz okruženog grada, u kome je 200.000 ljudi na rubu egzistencije.[1]
- Prema predloženoj podjeli Bosne i Hercegovine na provincije, Srbima bi pripalo 41,4, Muslimanima (sa Sarajevom) 31,5, a Hrvati 27,1 posto teritorija.[1]
- Vojnici republike srpske ubili dopredsjednika Vlade BiH Hakiju Turajlića, nakon što su ga izvukli iz vozila UNPROFORA pred očima nemoćnih francuskih plavih kaciga.[1]

### 9. siječnja
- Postojala je zavjera šutnje o zločinima silovanja, koji su počeli u Hrvatskoj, a nastavljeni u BiH svom žestinom, istaknuo na simpoziju Genocid i ratne žrtve silovanja organiziranom u Zagrebu od Hrvatskog žrtvoslovnog društva.[1]
- Vance-Owenov nacrt teritorijalnog ustrojstva BiH obuhvatio bi 80 posto Hrvata u BiH i oko 30 posto državnog prostora, te, uz neke primjedbe, može zadovoljiti, rekao dr. Franjo Tuđman u Ženevi.[1]
- Za ubojstvo dopredsjednika bosanske vlade države članice UN Hakije Turajlića odgovornost snose i generali Morillom, Abdurrazak i Nambiar, stoji u priopćenju Predsjedništva BiH, jer, u svojim izvješćima UN, nisu predočavali istinu o agresiji na BiH.[1]
- Rusija obećala vojnu pomoć Srbiji čak i isporukama biokemijskog oružja, piše bonnski Die Welt, pozivajući se na izvore u Ljubljani i tajni susret Miloševića i Šešelja s predsjednikom Odbora za vanjsku politiku ruskog parlamenta Evgenije Ambarzonovim.[1]

### 10. siječnja
- Platforma Ženevske konferencije jest i hrvatska platforma, i kad bi se ona promijenila stvari bi se pogoršale i mogle bi dovesti do produživanja agresije, izjavio u Ženevi hrvatski predsjednik dr. Franjo Tuđman.[1]
- Poznato 11 grobnica žrtava zločina jugoarmije i četnika na području istočne Slavonije, objavljeno u izvještaju Ministarstva zdravstva Republike Hrvatske.[1]
- Njemački ministar vanjskih poslova Klaus Kinkel računa, kako je rekao Njemačkom radiju, s međunarodnom vojnom intervencijom u Bosni, ako propadnu Ženevski pregovori.[1]

### 11. siječnja
- Ženevska konferencija nastavila rad bez ozbiljnog napretka. Bobanu i Akmadžiću supredsjedatelji Vance i Owen uputili sućut u povodu pogibije člana Vlade BiH Josipa Gogale, ubijenog pod okolnostima koje se još istražuju.[2]
- Ženevski list Tribune de Geneve u članku Likvidirani ministar piše da je Josip Gogala bio član Vlade BiH hrvatskog porijekla i da je ubijen 7. siječnja nakon što su ga zaustavile muslimanske paramilitarne snage.[2]
- Na sarajevskom groblju sv. Josipa pokopan Josip Gogala, direktor Republičke uprave za društvene prihode BiH, kojeg je ubila vojna policija Armije BiH.[2]

### 12. siječnja
- Karadžić u Ženevi odbio potpisati deset ustavnih načela o ustrojstvu BiH, nakon čega je Konferencija prekinuta.[2]
- Clintonov budući ministar obrane (nakon smjene u Bijeloj kući 20. siječnja) Les Aspin najavio potporu korištenju sile u zaštiti zračnog prostora BiH i suglasnost o ograničenom vojnom intervencijom.[2]
- Muslimanska vojska otpočela napad na prostor općine Uskoplje (Gornji Vakuf), ušavši u selo Lužani poubijali su više desetina hrvatskih civila i branitelja.[2]

### 13. siječnja
- Predsjednik Republike Hrvatske dr. Franjo Tuđman otputovao u Pariz, odazivajući se na poziv predsjednika Republike Francuske, s kojim će se susreti u Elizejskoj palači.[2]
- Njemački evangelici traže isključenje Srpske pravoslavne crkve iz Ekumenskog vijeća crkava.[2]
- Srpske snage uzimaju 25 posto pomoći koja se u BiH doprema zrakoplovima, piše New York Times, prenoseći izvješće State Departementa.[2]
- Boutros Ghali u intervjuu Le Mondu upozorio, na temelju dosadašnjeg iskustva u Bejrutu, na rizike eventualne vojne akcije u BiH.[2]
- U Osijeku zatražena istraga protiv potporučnika jugoarmije iz Prizrena Zorana Kokića, osumnjičenog da je 28. kolovoza 1991, ubio snimatelja HTV Žarka Kaića i njegova pomoćnika Dragana Kričku.[2]

### 14. siječnja
- Samostalnost i suverenost Hrvatske do danas priznalo 97 država, a ona je danas članica 62 međunarodne organizacije, iznose sredstva priopćavanja u povodu prve godišnjice uspostavljanja prvih diplomatskih odnosa Republike Hrvatske sa SR Njemačkom i Republikom Austrijom 15. siječnja.[2]
- Neshvatljivo mi je da još nije proglašen totalni embargo protiv agresora Srbije - izjavio njemački ministar inozemnih poslova Hans Dietrich Gensher Večernjem listu.[2]
- Predsjedniku Tuđmanu priređen na Orlyu, prigodom njegovog drugog dolaska u Pariz, doček sa svim državničkim počastima. Prvi posjet bio je ljeta 1991. kada je uvjeravao Mitterranda i francusku javnost da je riječ o srpskom osvajačkom ratu, što je vrijeme i dokazalo.[2]
- Predsjednik Republike Italije Oscar Luigi Scalfaro pozvao predsjednika Tuđmana da posjeti Italiju, čime bi se uzvratio posjet Predsjednika Cossige, koji je 17. siječnja 1991, samo dva dana nakon talijanskog priznanja samostalnosti Hrvatske, posjetio Zagreb.[2]
- Otkriveno kako je bivša vlast Obrovca besplatno Srbima dijelila gradilišta uz more, čiji je rezultat 2.500 sagrađenih vikendica u Rovanjskoj, Maslenici, Mekoj Dragi, Šušnjaru, Ribnici i Karinu, što je bila srbizacija tog dijela jadranske obale.[2]
- Ministri vanjskih poslova EZ, na hitno sazvanom sastanku u Parizu, Srbima u Bosni dali rok od 6 dana da bezuvjetno prihvate konstitucionalni okvir predstavljen na ženevskoj konferenciji, jer u protivnom prijeti totalna izolacija Srbije i Crne Gore.[2]

### 15. siječnja
- Prema radioporuci jedinog liječnika dr. Bećira Heljića, u opkoljenoj Žepi, posljednjih dana pronađeno 290 leševa od čega 166 dječjih, umrlih od zime i gladi.[2]
- Budući predsjednik SAD Clinton u intervjuu TV mreži ABC izjavio da će kriza na prostoru bivše Jugoslavije biti u središtu njegove vanjske politike i da će nastojati da se pokrene istraga radi utvrđivanja je li Milošević ratni zločinac.[2]
- Nužan je jači pritisak međunarodne zajednice prema srpskoj komunističko-šovinističkoj politici, stoji u zajedničkoj izjavi predstavnika Skupštine Albanije i Sabora Hrvatske.[2]
- Predsjednik dr. Franjo Tuđman ocijenio razgovore s predsjednikom Francuske Mitterrandom vrlo sadržajnim, zanimljivim i uspješnim.[2]

### 16. siječnja
- Sve postrojbe Armije BiH koje se nalaze na prostorima provincija Ženevskim pregovorima proglašenim Hrvatskima, podčinjavaju se Glavnom stožeru HVO, stoji u priopćenju s izvanredne sjednice Hrvatske zajednice Herceg Bosna iz Mostara.[2]
- Kad se Cyrus Vance miješa u vanjsku politiku, rezultat je gubitak američkog političkog i moralnog autoriteta, analiza je američkog Wall Street Journala.[2]
- Početkom gradnje mosta preko Drave kod Osijeka simbolično i stvarno počela obnova Osijeka, Istočne Slavonije i Baranje, rekao na svečanosti početka gradnje mosta predsjednik dr. Franjo Tuđman.[2]

### 17. siječnja
- Predsjednik Predsjedništva BiH Alije Izetbegović odbio zahtjeve da Hrvati preuzmu zapovijedanje oružanim postrojbama na teritoriju koji drže.[2]
- Još uvijek nema informacije o preostalih 130 zatočenih s Manjače, izjavio Urs Boegli, šef za djelatnosti Međunarodnog odbora Crvenog križa na području bivše Jugoslavije.[2]

### 18. siječnja
- Prema službenim podacima Odjela za informacije i istraživanje Ministarstva zdravstva do 4. siječnja 1993., izravna posljedica agresije JA i paramilitarnih jedinica su 23.062 ranjenika i 6.442 poginula građana Hrvatske.[2]
- Samo ukidanje embarga na uvoz oružja u BiH nije rješenje, već ga treba tražiti u odlučnoj akciji međunarodne zajednice, koja ultimativno od bosanskih Srba i Beograda treba tražiti zaustavljanje agresije, izjavio novinarima predsjednik dr. Franjo Tuđman.[2]
- Društvo hrvatskih intelektualki predalo u Zagrebu posebnom izvjestitelju UN za ljudska prava Tadeuszu Mazowieckom 100 dosjea s autentičnim svjedočanstvima 30 prognanika iz privremeno zaposjednutih krajeva Hrvatske i 70 bivših zatočenika srpskih logora.[2]
- Zapovjednik Armije BiH Sefer Halilović zabranio svojim postrojbama na područjima pod hrvatskom kontrolom da prijeđu pod hrvatsko zapovjedništvo.[2]
- Devet mjeseci u Cersku, Konjević polje, i Kamenicu nije došao ni gram pomoći u hrani i lijekovima, jaljaju radio-amateri iz Tuzle.[2]
- U razgovoru za pariški Le Figaro predsjednik Tuđman ističe da je međunarodna zajednica suviše oklijevala u sprečavanju srpske agresije.[2]

### 19. siječnja
- Razmjenom nota u Zagrebu, između ministarstva vanjskih poslova Hrvatske i Čilea, uspostavljeni diplomatski odnosi između dvije država.[2]
- Stalni komitet KESS-a u Rezoluciji sukob u BiH ocjenjuje kao jednostrani pokolj srpske manjine, uz potporu vojnih i političkih vlasti u Srbiji i Crnoj Gori, nad brojnijim Muslimanima, Hrvatima i ostalim nesrpskim pučanstvom.[2]
- Vođe Hrvata Boban i Akmadžić pozivaju Armiju BiH i muslimanski narod da se suzdrže vojnih akcija do konačnog rješenja spornih pitanja.[2]
- Muslimani pripadnici HVO u Tomislavgradu ne žele u drugu vojsku.[2]

### 20. siječnja
- Srpski vlastodršci u Kninu, u strahu od najavljenog dolaska Hrvatske vojske, naredili opću mobilizaciju.[2]
- Predsjedništvo Hrvatske muslimanske demokratske stranke poziva na razum i slogu Muslimana i Hrvata u BiH.[2]
- Užički korpus jugoarmije već sedmi dan vodi ofenzivu, u kojoj sudjeluju zrakoplovstvo i tenkovi, prema slobodnom teritoriju Srebrenice.[2]
- Udruženje žena za demokraciju iz Pariza uputilo apel za solidarnost sa žrtvama silovanja u bivšoj Jugoslaviji, kojeg su potpisale i Isabelle Ađani, Catherine Deneuve, Anoyk Aimee, Marie Christine Barrault, Juliette Greco, Regis Debray, Francoise Sagan, Annie Giradot, Charlotte Rampling, Caroline de Monaco, Paloma i Marina Picasso...[2]

### 21. siječnja
- U razgovorima s Vanceom i Owenom u Zagrebu predsjednik Tuđman se založio za nastavak Ženevske konferencije.[3]
- U karlovačkom tranzitnom centru za izbjeglice logoraši štrajkaju glađu, zahtijevajući da se njihovim obiteljima omogući izlazak iz opkoljene Velike Kladuše.[3]
- Srbi su za mirovni plan u BiH u Ženevi glasovali samo formalno, izjavio ministar Antić londonskom Timesu.[3]

### 22. siječnja
- Hrvatska vojska i policija zauzele strateške pozicije u području Masleničkog mosta, čija bi izgradnja trebala početi za 15 dana.[3]
- Dosljedno ćemo ustrajati na kadrovskom popunjavanju službi pripadnicima muslimanskog i hrvatskog naroda, stoji u priopćenju Odjela unutarnjih poslova HVO Herceg-Bosne.[3]
- Sukobi između postrojbi HVO i Armije BiH oko Gornjeg Vakufa uglavnom privedeni kraju, izjavio ministar obrane BiH Božo Rajić Hrvatskoj televiziji.[3]
- Bosansku državu tek treba stvoriti, istaknuo na zagrebačkoj konferenciji za tisak Mate Boban i Mile Akmadžića.[3]

### 23. siječnja
- Srbi u Ženevi prihvatili devet ustavnih načela, a nastavljaju se pregovori o zemljovidima, izjavio glasnogovornik za tisak Konferencije Fred Eckhard.[3]
- Hrvatska je akcija u Maslenici izvršena na temelju međunarodnih sporazuma, stoji u priopćenju Ministarstva vanjskih poslova Hrvatske.[3]

### 24. siječnja
- Odbacujući optužbe o agresiji Hrvatske na područje oko Masleničkog mosta, predsjednik Tuđman na Ženevskoj konferenciji rekao da Hrvatska neće biti popustljiva prema srpskim ekstremistima koji djeluju na programu stvaranja velike Srbije.[3]
- Zaslugom odvjetnika Grge Bačlije iz Subotice, otkriveno da se u zatvorima Subotice, Sombora i Belog Manastira nalazi 40 hrvatskih ratnih zarobljenika.[3]

### 25. siječnja
- Hrvatske redarstvene snage i Hrvatska vojska oslobodile su cijelu ružičastu zonu u zadarskom zaleđu, išli smo dovoljno duboko da bi se na tim prostorima osigurao trajan mir, izjavio u Zadru general Janko Bobetko.[3]
- Cilj naše akcije bio je samo osiguranje radova i prometnice Maslenica-Zadar, a da bi se to postiglo, trebalo je čitavu ružičastu zonu u području Zadra očistiti od srpskih paravojnih postrojbi, izjavio predsjednik Republike Hrvatske dr. Franjo Tuđman HTV-u.[3]
- Muslimani iz Jajca i Zenice dovedeni su na prijevari u Gornji Vakuf, jer im je rečeno da će se boriti protiv četnika, kada su shvatili da se trebaju tući s Hrvatima, otkazali su poslušnost, rekao Drago Banović, načelnik Informativne službe sigurnosti sjeverozapadne Hercegovine.[3]
- Predstavnici HVO i Armije BiH u nazočnosti predstavnika UNPROFOR-a dogovorili u Gornjem Vakufu prestanak sukoba.[3]
- Većina komentatora britanskih listova objašnjava da je masleničko područje odavno trebalo biti vraćeno pod upravu Hrvatske, jer je to jedina veza južne Dalmacije s ostalom Hrvatskom.[3]
- Rusko Ministarstvo vanjskih poslova pokrenut će pitanje uvođenja sankcija protiv Hrvatske ako ne prekine vojne akcije protiv Srba, izjavio u Moskvi zamjenik ministra vanjskih poslova V. Čurkin.[3]

### 26. siječnja
- Hrvatske vojne snage napustit će oslobođena područja usporedo s razoružavanjem srpskih paravojnih formacija, a cijelo područje osiguravat će hrvatske redarstvene snage, rekao predsjednik Tuđman na HTV poslije susreta s vojnim i redarstvenim zapovjednicima u akciji Maslenica.[3]
- Hrvatska nije agresor, akcija hrvatskih vlasti na Maslenici izvedena je unutar ružičastih zona. Moramo podsjetiti da je pravni i politički status ovih entiteta znatno drugačiji od onih UNPA, stoji u pismu predstavnika Hrvatske u UN Maria Nobila predsjedniku Vijeća sigurnosti UN.[3]
- Zbog prekinutih prometnih veza na Maslenici Dalmacija je pretrpjela štetu od 2,7 milijardi dolara, konstatirao Odbor za pomorstvo, promet i veze Sabora Hrvatske.[3]
- Muslimanska vojska otpočela napad na hrvatski prostor općine Zenica, a ušavši u selo Dusinu poubijali su više deset (10) hrvatskih civila i uhićenih branitelja.[3]

### 27. siječnja
- Hrvatska je spremna na punu suradnju s UNPROFOR-om, ali neće trpjeti da odmetnici dalje onemogućuju provedbu Vanceova plana, izjavio predsjednik Tuđman nakon sastanka s generalom Nambiarom u Zagrebu.[3]
- Hrvatski teritorij nije argument, i Hrvatska se mora povući s na silu zauzetih teritorija, izjavio zamjenik ruskog ministra vanjskih poslova Vitalij Čurkin na konferenciji za novinare u Zagrebu.[3]
- Hrvatska zajednica Herceg-Bosna od hrvatske Vlade zatražila pomoć u svezi s napadajima muslimanskih snaga na HVO u srednjoj Bosni.[3]
- Prema obavijestima Glavnog stožera HVO, na području Bosovače muslimanske snage spalile 5 hrvatskih sela, a sukobima poginulo 39 pripadnika HVO, dok ih je 48 ranjeno.[3]
- Komisija EZ, koja na prostoru bivše Jugoslavije provjerava vijesti o masovnim silovanjima, konstatirala da su tvrdnje o najmanje 20.000 silovanih žena u BiH u sklopu sustavne kampanje točne.[3]
- Washington Post i Guardian pišu o srpskom pokolju hrvatskih ranjenika iz vukovarske bolnice.[3]

### 28. siječnja
- Predsjednik Tuđman uputio otvoreno pismo predsjedniku Predsjedništva BiH Aliji Izetbegoviću, u kome traži da naredi Armiji BiH obustavu agresije na Hrvate u BiH, te omogući da Hrvati i Muslimani zbiju snage u obrani od srpsko-crnogorskog i jugokomunističkog agresora.[3]
- Srpske paravojne snage ušle na područje brane Peruča, koja je pod kontrolom UNPROFOR-a, protjerale kenijski bataljun UN i srušile most koji je sastavni dio sustava brane, stoji u hitnom pismu potpredsjednika hrvatske Vlade Ivana Milasa zapovjedniku UNPROFOR-a Satishu Nambiaru.[3]
- Nakon godinu i pol otkriveni organizatori diverizje u Židovskoj općini u Zagrebu; to su pripadnici konraobavještajne službe (KOS) bivše JNA Slavko Malobabić i Radenko Radojčić.[3]
- U ofenzivi na HVO u srednjoj Bosni sudjeluje oko osam i pol tisuća muslimanskih pripadnika Armije BiH, mudžahedina i nekih iz tzv. zelene legije, izjavio načelnik Glavnog stožera HVO Milivoj Petković.[3]
- Stotinjak uglednih intelektualaca uputilo je otvoreno pismo američkom predsjedniku Billu Clintonu, s apelom da se zaustavi genocid u BiH, a među potpisnicima i bivši predsjednici Reagan, Ford i Nixon, zatim Margaret Thatcher, Henry Kissinger, H. Sonnenfeldt, Z. Brzezinski, admiral Crowe, general Westmorlend....[3]

### 29. siječnja
- U Njivicama kod Herceg-Novog pregovarale delegacije ministarstava unutrašnjih poslova Hrvatske i Crne Gore, koje su vodili ministar Mr. Ivan Jarnjak i Nikola Pejaković.[3]
- Srpske paravojne snage, zajedno sa Šešeljevim četnicima stiglim iz Srbije, oštetile branu na Peruči, uništile postrojenja hidroelektrane i srušili prilazni most.[3]
- U akciji Maslenica na hrvatskoj stravi poginulo 18 boraca, te još 3 civilne osobe, a ranjeno 158 boraca, informirao novinare bojnik HV Ivan Čeko u Zadru.[3]
- Živeći s narodom i odgajajući ga u vjeri, tražimo od odgovornih da zaštite hrvatska i katolička prava na svim prostorima gdje smo do sada živjeli, stoji iz Sarajeva upućenoj Deklaraciji katoličkih svećenika BiH o političkom uređenju njihove zemlje.[3]
- Treća skupina srbijanskih brodova prekršila embargo UN i prevezla naftu za Srbiju, kraj nemoćnih rumunjskih carinika na Dunavu, javljaju strani dopisnici iz Bukurešta.[3]
- Muslimanska vojska otpočela napad na prostor općine Busovača, a ušavši u selo Gusti Grab poubijali su više pet (5) hrvatskih civila.[3]

### 30. siječnja
- Predsjednik Republike Hrvatske dr. Franjo Tuđman položio kamen temeljac za novi maslenički most.[3]
- Prekinuta Plenarna sjednica Ženevske konferencije, Srbi i Muslimani odbili mirovni plan o BiH, pregovori će se nastaviti u UN.[3]

### 31. siječnja
- Nakon višemjesečne neizvjesnosti, gotovo 180 stanovnika Knina, te sela Potkonja, Kovačića i Vrpolja prošlo bojišnicu na tzv. ničijoj zemlji, između Žitnića i Pakova sela, i stiglo u Šibenik, gdje su prihvaćeni i zbrinuti.[3]
- Ići ćemo u oslobađanje Drniša, Obrovca, Benkovca i Knina, Hrvatska vojska povući će se u vojarne tek onda kad ne bude naoružanih srpskih bandi i četničkih postrojbi, rekao dr. Franjo Tuđman na narodnom skupu u Splitu.[3]
- Muslimanski ekstremisti spalili hrvatsko selo Šehitluk u središnjoj Bosni, a napali Brestovsko i Bilalovac u kiseljačkoj općini.[3]